# 김성일 종가 전적
김성일 종가 전적(金誠一 宗家 典籍)은 경상북도 안동시에 있는 조선시대의 전적류이다. 1987년 3월 7일 대한민국의 보물 제905호로 지정되었다.

## 개요
조선 선조 때의 명신이며 학자인 학봉 김성일(1538∼1593) 선생의 종손가에서 보관하여 온 각종 전적류이며, 그 가운데 지정된 것은 55종 261책이다.
김성일 선생은 선조 1년(1568)에 문과에 급제하여, 이조와 호조의 낭관을 거쳐 선조 9년(1576)에는 서장관으로 명에 다녀왔으며, 선조 23년(1590)에는 통신부사가 되어 정사 황윤길과 함께 일본에 다녀왔다. 이듬해 2월에 일본에 다녀와서 황윤길은 일본이 침략할 것이라고 주장한 반면 김성일은 그렇지 않을 것이라 보고했다. 선조 25년(1592)에 임진왜란이 일어나자 왕은 처벌할 것을 명했으나 서애 유성룡의 변호로 풀려나 각지에서 의병을 일으켜 많은 전공을 세웠다. 학문적으로는 퇴계 이황의 학문을 계승하여 퇴계학파의 일가를 이루었으며, 정치를 하는 동안에는 백성들의 민생고를 해결하기 위한 많은 정책을 폈다.
지정된 전적을 보면 임진왜란 이전에 간행된『국조오례의』,『삼강행실도』등 28종 156책이 지정되었고, 필사본 중에서는『퇴계사전초』,『북벌일기』등 27종 85책이 지정되었다.
이 전적류들은 임진왜란 이전의 활자체를 연구하는데 도움이 될 뿐만 아니라 임진왜란사를 연구하는 데에도 도움이 된다.

## 같이 보기
- 김성일

## 참고 자료
- 김성일 종가 전적 - 국가유산청 국가유산포털